# Peder Svenske
Peder "Lille Per" Svenske är enligt Elgenstiernas ättarlängder den sannolike stamfadern för adelsätt nr 258, Svenske. "Lille Per" lär ha adlats av den tysk-romerske kejsaren, då han i början av 1500-talet var i dennes tjänst under kriget mot Osmanska riket. Enligt Svenska Familj-Journalen av år 1872 var han stark och skulderbred och han utmärkte sig vid Gustav Vasas första bröllop, då han "upptog utmaningen av en ståtlig tysk riddare och tvenne gånger efter varandra kastade honom ur sadeln."
Vapen: Peder Svenska uppges i verket Finlands medeltidssigill år 1530 ha fört "en kluven sköld med en upprätt vinge i det högra, och häften av en kluven lilja i det vänstra fältet. Över skölden bokstäverna P S." 
Sedermera blev han häradshövding i Ale och Flundre härader och detta finns dokumenterat i en skrivelse av Gustav Vasa daterad Jönköping den 12-14 sept. 1529: 
"Item fiik Peder Swenske häredsretten vdi Ala herrede oc Flundre härede som Twve Birgeson hade tilförene och ther til nogre cronones godz i forläning benempde Alvhem, Sålanda, Borg (Berg?), Skogztorp til en behagelig tiidh.'"
Han stupade år 1534 vid Svartrå i samband med belägringen av det danska Varberg.
I ett brev daterat 12-14 september 1529 i Jönköping förlänade Gustav Vasa Alvhems kungsgård i Skepplanda socken i nuvarande Ale kommun till Peder Svenske.